# アゲイティス・ビリュン
『アゲイティス・ビリュン』(Ágætis byrjun) は、1999年に発表されたアイスランド出身のバンド、シガー・ロスの2ndアルバム。1998年の夏から1999年の春にかけてレコーディングされた。プロデューサーはケン・トーマス。
1999年秋にはアイスランドチャートの週間トップになった。2000年からはイギリスのファットキャット・レコーズよりヨーロッパ、アメリカへの世界リリースをされ、各国で数々の賞を受賞した。

## 収録曲（アイスランド語、英語表記）
1. "Intro" – 1:36
2. "Svefn-g-englar" [Sleepwalkers] – 10:04
3. "Starálfur" [Staring Elf] – 6:47
4. "Flugufrelsarinn" [The Fly's Saviour] – 7:47
5. "Ný batterí" [New Batteries] – 8:11
6. "Hjartað hamast (bamm bamm bamm)" [The Heart Pounds (Boom Boom Boom)] – 7:11
7. "Viðrar vel til loftárása" [Good Weather for Airstrikes] – 10:18
8. "Olsen Olsen" – 8:03
9. "Ágætis byrjun" [An Alright Start] – 7:56
10. "Avalon" – 4:00

## メンバー
- ヨンシー - ボーカル、ギター、キーボード、ハーモニカ
- ゲオルグ・ホルム - ベース、グロッケンシュピール
- キャータン・スヴェインソン - ギター、シンセサイザー、ピアノ、オルガン、フルート、ティン・ホイッスル、オーボエ、バンジョー
- アウグスト・グナルソン - ドラムス